# Hinsdale (New Hampshire)
Hinsdale – miasto w Stanach Zjednoczonych, w stanie New Hampshire, w hrabstwie Cheshire.